# Како је лагао њеног мужа
Како је лагао њеног мужа је југословенски ТВ филм из 1969. године. Режирао га је Србољуб Станковић, по сценарију истоимене драме Бернарда Шоа (енгл. How He Lied to Her Husband).

## Улоге
| Глумац                | Улога |
| --------------------- | ----- |
| Тони Лауренчић        |       |
| Олга Савић            |       |
| Данило Бата Стојковић |       |